# Фащевский сельсовет (Могилёвская область)
Фащевский сельсовет — административная единица на территории Шкловского района Могилёвской области Белоруссии.

## История
В ноябре 2013 года в состав сельсовета были включены территория и населённые пункты упразднённого Заходского сельсовета.

## Состав
Фащевский сельсовет включает 20 населённых пунктов:
- Бель — деревня.
- Дубровка 1 — деревня.
- Дубровка-2 — деревня.
- Евдокимовичи — агрогородок.
- Завороты — деревня.
- Заходы — деревня.
- Локути — деревня.
- Николаевка — деревня.
- Ничипоровичи — деревня.
- Новоселье — деревня.
- Озерье — деревня.
- Островец — деревня.
- Плещицы — деревня.
- Подгайцы — деревня.
- Потапово — деревня.
- Пруды — деревня.
- Саськовка — деревня.
- Старые Чемоданы — деревня.
- Фащевка — агрогородок.
- Черепы — деревня.